# Stipe Delić
Stipe Delić (n. 23 iunie 1925, Makarska, Cantonul Split-Dalmația, Croația – d. 1 aprilie 1999, Zagreb, Croația) a fost un regizor de film croat.

## Biografie și carieră
Stipe Delić s-a născut la 23 iunie 1925, în Makarska, în Regatul sârbilor, croaților și slovenilor.
A debutat în regie în 1960 cu documentarele de scurtmetraj Poziv s pucine și Nase slobodno vrijeme. Ca asistent de regie a lucrat la 80 de filme interne și străine, iar ca regizor al celei de-a doua echipe la aproximativ 30 de filme interne și străine.
Stipe Delić a avut, ca actor, un rol minor în filmul istoric de război Sclava Romei (La schiava di Roma) din 1961, regizat de Sergio Grieco și Francesco Prosperi.
Filmul său din 1973 Sutjeska (care a avut ca temă marea bătălie dintre partizanii iugoslavi și forțele Axei în cel de-al doilea război mondial, în care personajul lui Tito a fost interpretat de Richard Burton) a intrat în concurs la cel de-al 8-lea Festival Internațional de Film de la Moscova, unde a câștigat un premiu special. Sutjeska este singurul său film cinematografic de lungmetraj pe care l-a regizat și a primit numeroase premii la premiera sa.
A fost unul din regizorii secunzi asistenți ai filmului Bătălia de pe Neretva. De asemenea, a fost regizorul celei de-a doua echipe într-o serie de filme despre Winnetou - Winnetou 1: Aurul Apașilor (1963), Winnetou 2: Ultimul renegat (1964), Winnetou 3: Poteca bandiților (1965), Old Surehand⁠(d) (1965), Winnetou și Apanaci (1966), Winnetou și Old Firehand (1966) sau Winnetou și Shatterhand în Valea Morților (1968).
A contribuit la scenariile filmelor italiene Solimano il conquistatore (1961) și Il capitano di ferro (1962).
Stipe Delić a mai regizat filme de televiziune de lungmetraj ca de exemplu Roko i Cicibela (1978) și Trojanski konj  (1982) sau episoade ale unor seriale de televiziune ca de exemplu Marija (1977, 7 episoade) sau Nepokoreni grad (1982, 1 episod).
A decedat la 1 aprilie 1999, la Zagreb, în Croația.

## Premii
Stipe Delić a primit un premiu special pentru regia filmului Sutjeska la al 8-lea Festival Internațional de Film de la Moscova (condus de Serghei Bondarciuk).
A primit premiul Arena de Bronz pentru regia filmului Sutjeska, la Festivalul de Film de la Pula.

## Filmografie
- 1969 Bătălia de pe Neretva - asistent de regie
- 1973 Sutjeska